# Xabi Irureta
Xabier Iruretagoiena Aranzamendi (* 21. März 1986 in Berriatua) ist ein spanischer Fußballtorwart. Seit Januar 2018 spielt er für den Delhi Dynamos FC in der indischen ersten Liga.

## Karriere
Irureta begann seine Karriere beim Drittligisten Real Unión Irún. Danach spielte er beim SD Eibar. Nachdem er zuvor nur beim SD Eibar B gespielt hatte, gab er sein Zweitligadebüt am 39. Spieltag 2008/09 gegen Deportivo Xerez. Am Saisonende stieg Eibar in die dritte Liga ab. 2013 stieg man wieder in die zweite Liga auf und konnte sogar den Durchmarsch in die erste Liga feiern. Sein Erstligadebüt gab er am 1. Spieltag 2014/15 gegen Real Sociedad San Sebastián. Nach einer Saison bei Zweitligist Real Saragossa wechselte er Anfang 2018 nach Indien zu Delhi Dynamos FC.